# Фёдоровское (Можайский район)
Фёдоровское — деревня в Можайском районе Московской области, в составе городского поселения Уваровка. Численность постоянного населения по Всероссийской переписи 2010 года — 19 человек. До 2006 года Фёдоровское входило в состав Колоцкого сельского округа.
Деревня расположена в центральной части района, на правом берегу реки Колочь, примерно в км к юго-востоку от пгт Уваровка, высота центра над уровнем моря 218 м. Ближайшие населённые пункты — Суконниково на противоположном берегу реки и Бурково в 0,8 км на восток.